# 蒼色庫隆長尾鱈
蒼色庫隆長尾鱈（学名：Kuronezumia pallida）為輻鰭魚綱鱈形目鼠尾鱈科的其中一種，其种加词“pallida ”意为“淡色的”。分布於東南太平洋Salay Gomez海脊海域，屬深海底棲性魚類，深度540-800公尺，體長可達55公分，棲息在底層水域，生活習性不明。